# 混合图
混合图（mixed graph）G = (V, E, A)是由顶点 （节点）的集合V、无向边的集合E和有向边的集合A所组成的数学对象。

## 定义和标识

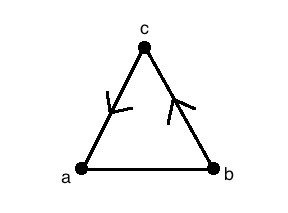
混合图的实例

考虑一对相邻的顶点 {\displaystyle u,v\in V}。有向边，是一个有方向的边，其可以表示为 {\displaystyle {\overrightarrow {uv}}} 或 {\displaystyle (u,v)} (即该有向边为由{\displaystyle u}指向{\displaystyle v})。 同样地，无向边，是一个没有方向的边，其可以表示为 {\displaystyle uv} 或 {\displaystyle [u,v]}。
在以下给出的应用实例中，我们不考虑混合图中包含自环或多重边的情况。
混合图或混合循环中的循环，是由有向边在混合图中构成的循环。如果不能从有向边形成循环，则认为混合图的方向是无环的。如果一个混合图的所有方向都是无环的，我们称它为有向无环图。

## 着色

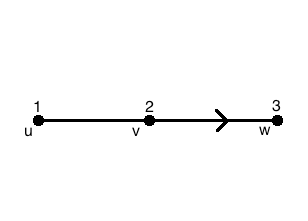
混合图实例

混合图着色可以看作是使用k种不同颜色(其中k是正整数)对混合图顶点进行标记或赋值。通过边连接的两端顶点必须颜色不同。颜色可以由1到k的数字表示，对于有向边，箭头后端的颜色对应数字必须小于箭头前端的颜色对应数字。

### 实例
例如右图，我们可用于混合图的k着色方式为 {\displaystyle \{1,2,3\}}。由于 {\displaystyle u} 和 {\displaystyle v} 之间有边连接，他们必须用不同颜色进行标记(如将{\displaystyle u} 和 {\displaystyle v} 分别标记为1和2)。 {\displaystyle v} 和{\displaystyle w}之间为有向边连接，因此箭头后端{\displaystyle v}的颜色标记必须小于箭头前段{\displaystyle w}的颜色标记。

### 强着色和弱着色
混合图的k着色方式是一个函数。
{\displaystyle c:V\rightarrow [k]}
其中{\displaystyle [k]={1,2,\dots ,k}}，当{\displaystyle uv\in E}（无向边）时{\displaystyle c(u)\neq c(v)}，当{\displaystyle {\overrightarrow {uv}}\in A}（有向边）时{\displaystyle c(u)\leq c(v)}。再回到实例中，这意味着我们可以将有向边的前端和后端 {\displaystyle (v,w)}均标记为正整数2。

### 存在
假设混合图为G，能否做到将其完全着色是不确定的。为了使混合图有一个k着色方式，图中不能包含任何有向循环。 如果这样的k着色方式存在，那么我们为了给整个图着色的最小着色数（k值）可记为{\displaystyle \chi (G)}。 我们可以通过构建k的多项式函数来计算合理的k着色方式的数量，其被称为图G的着色多项式（可用无向图的着色多项式来类比），其定义式为{\displaystyle \chi _{G}(k)}。

### 计算弱色多项式
塔特多项式中的删除–收缩方法可用于计算弱色多项式的混合图。这个方法涉及删除(或移除)有向或无向边，合并（或关联）与该无向或有向边相连的其余顶点形成一个顶点。 在删除无向边{\displaystyle e}之后，从之前的混合图 {\displaystyle G=(V,E,A)} 可得到新的混合图 {\displaystyle (V,E-e,A)}。 可将删除无向边{\displaystyle e}之后剩余的边表示为 {\displaystyle G-e}。类似地，在删除有向边{\displaystyle a}之后，将剩余的边表示为{\displaystyle G-a}，可获得新的混合图{\displaystyle (V,E,A-a)}。 同样，我们可以将合并{\displaystyle e}和{\displaystyle a}分别表示为{\displaystyle G/e} 和 {\displaystyle G/a}。 根据以上给出的条件，我们得到以下方程来计算混合图的着色多项式：
1. {\displaystyle \chi _{G}(k)=\chi _{G-e}(k)-\chi _{G/e}(k)},[5]
2. {\displaystyle \chi _{G}(k)=\chi _{G-a}(k)+\chi _{G/a}(k)-\chi _{G_{a}}(k)}.[5]

## 应用

### 调度问题
混合图可用于对车间调度问题进行建模，例如在一定的时间限制下执行一系列任务的问题。在这类问题中，无向边可用于设定两个任务不兼容(不能同时执行)的约束。有向边可用于优先级约束，即其中一个任务必须先于另一个任务执行。用这种方法从调度问题的角度定义的图称为析取图。混合图着色问题可用于规划执行所有任务的最小长度。

### 贝叶斯推理
混合图也用作贝叶斯推理的概率图模型。下文中无环混合图(没有有向边循环的图)也称为链图。这些图的有向边用来表示两个事件之间的因果关系，其中第一个事件的结果影响第二个事件的概率。相反的是，无向边则表示两个事件之间的非因果关系。链图的无向子图的连通分量称为链。一个链图可以通过构造它的道德图从而转化为一个无向图，链图可以在其含有同一链的顶点对之间添加无向边，然后忽略有向边的方向从而形成无向图。